# 拉拉山冬青
拉拉山冬青（学名：Ilex rarasanensis Sasaki）是冬青科冬青属的植物，是台灣的特有植物。分布于台灣本島，生长于海拔1,400米至2,200米的地区，多生长在山地林中，目前已由人工引种栽培。